# ベーリン州
ベーリン州（ベーリンしゅう、フランス語：Région du Bélier）はコートジボワール共和国南東部のラック地方西部の州。
州都はヤムスクロ(憲政上の首都)だが、ヤムスクロは自治区を成す為ベーリン州には含まれない。
2014年の人口は約34.7万人。

## 地理
- 北：グベケ州
- 北東：イッフ州
- 東：ンジ州
- 東南東：モロヌ州
- 南：アニェビ＝ティアサ州
- 西南西：ゴー州
- 西：ヤムスクロ
- 西：マラウェ州

## 行政区画
- Didiévi
- Djékanou
- Tiébissou
- Toumodi